# Nino Cattozzo
Nino Cattozzo (auch Luigi Cattozo; * 22. Juli 1886 in Adria; † 2. Oktober 1961 in Rom) war ein italienischer Komponist.

## Leben und Werk
Nino Cattozzo studierte am Conservatorio Nazionale di Musica Benedetto Marcello in Venedig bei Gian Giuseppe Bernardi und Mezio Agostini (Diplom 1911).
Nino Cattozzo wirkte dann als Maestro sostituto und Chordirektor an mehreren Theatern gleichzeitig. Von 1927 bis 1932 war er Direktor des Civico Liceo Musicale Evaristo Felice Dall’Abaco in Verona. Von 1930 bis 1936 war er Sekretär der künstlerischen Direktion der Mailänder Scala. Von 1947 bis 1951 wirkte er als Superintendent des Teatro La Fenice in Venedig.
Nino Cattozzo schrieb unter anderem die Bühnenwerke Mosé (Venedig 1911), den Zyklus Nel solco di Roma (Mailand 1934) und In misteri gloriosi (Venedig 1962), Orchesterwerke (darunter zwei Ouvertüren und zwei Suiten), Kammermusik, Klavierstücke, das Oratorium Fiat voluntas tua, die Kantate Afra für Chor und Orchester sowie Stücke für Gesang und Klavier.